# Veytaux
Veytaux is een gemeente en plaats in het Zwitserse kanton Vaud en maakt sinds 1 januari 2008 deel uit van het district Riviera-Pays-d'Enhaut. Voor 2008 maakte de gemeente deel uit van het toenmalige district Vevey.
Het grondgebied van Veytaux grenst in het westen aan het Meer van Genève.  Het dorp zelf ligt aan de oevers van het meer, op een hoogte van 442 meter.  Oostwaarts stijgt men naar de Rochers de Naye op een hoogte van 2.041,9 meter voordat het grondgebied aan de andere kant van deze bergtop afdaalt naar de rivierbedding van de Hongrin, grenzend aan het kanton Fribourg.
Veytaux vormt eigenlijk de smalle verbindingsstrook die de twee delen van het district Riviera-Pays-d'Enhaut verbindt, gekneld tussen het zuiden van het kanton Fribourg in het noorden en het noorden van het district Aigle ook deel van het kanton Vaud in het zuiden.
Het grondgebied van Veytaux strekt zich uit over 6,76 km². In 2018 waren woon- en infrastructuurgebieden goed voor 6,4% van de oppervlakte, landbouwgrond voor 14,5%, beboste gebieden voor 73,4% en onproductieve gebieden voor 5,8%.
Voor het centrum van Veytaux ligt in het meer het Kasteel van Chillon, een waterburcht en een van de bekendste Zwitserse attracties met jaarlijks circa 350.000 bezoekers.

## Overleden
- Maurice Koechlin (1856-1946), Frans-Zwitsers bouwkundig ingenieur, een van de ontwerpers van de Eiffeltoren